# Žolt Peto
Žolt Peto (Servisch: Жолт Пете; Novi Sad, SR Servië, Joegoslavië, 30 november 1987) is een voormalig Servisch professioneel tafeltennisser. Zijn naam wordt ook wel als Zsolt Peto geschreven.
Hij nam namens Servië deel aan de Olympische Zomerspelen 2020 maar won daar geen medailles.